# Williamsburg Bridge
Williamsburg Bridge je visutý most v New Yorku přes East River spojující Lower East Side na Manhattanu a Brooklyn na Long Islandu. Spojuje silnice Delancey Street na Manhattanu a Brooklyn-Queens Expressway v Brooklynu.
Stavba mostu, druhého přes East River, začala v roce 1896 s Leffertem L. Buckem jako hlavním inženýrem, Henrym Hornbostelem jako architektem a Holtonem D. Robinsonem jako asistentem inženýra. Most byl otevřen dne 19. prosince 1903, výstavba mostu stála 24 200 000 dolarů. Když byl most postaven, překonal rekord pro nejdelší visutý most na světě. Rekord padl v roce 1924, kdy byl dokončen Bear Mountain Bridge.
Rozpětí pilířů mostu je 487,7 m, celková délka je 2227,5 m. Tento most je spolu s Manhattan Bridge jediný visutý most v New York City, který zároveň umožňuje automobilovou a vlakovou dopravu.